# Diethelm Blecking
Diethelm Blecking (* 10. Dezember 1948 in Haldern am Niederrhein, heute Rees) ist ein deutscher Sportwissenschaftler, Historiker, Autor und Journalist.

## Leben
Diethelm Blecking studierte nach dem Armeedienst in Hamburg und Itzehoe seit 1969 an den Universitäten Münster und Poznań Sport, Geschichte, Philosophie und Pädagogik. Er absolvierte 1975 das Erste Staatsexamen. Im Jahr 1985 wurde er an der Freien Universität Berlin mit einer Arbeit zur nationalpolnischen Sokolbewegung promoviert. Blecking habilitierte sich im Jahr 2000 mit einer Arbeit über Sport und soziale Bewegungen an der Bergischen Universität Wuppertal.
Blecking kuratierte für die Ruhrfestspiele1982 in Recklinghausen im Auftrag des Dortmunder Fritz-Hüser-Instituts die Ausstellung „Arbeitersport in Deutschland 1893-1933“ (Ausstellungskatalog siehe unten „Veröffentlichungen“). Er arbeitete zwischen Staatsexamen, Promotion und Habilitation längere Zeit im Wechsel an Hochschulen und Schulen, hier zuletzt als Studiendirektor. Nach seiner Promotion weitete Blecking seine wissenschaftlichen Arbeitsfelder u. a. in Richtung Migrationsforschung aus und lehrte an der Universität Münster, der Freien Universität Berlin, den Universitäten Saarbrücken, Essen und Heidelberg, an der Deutschen Sporthochschule Köln sowie in Lille (Frankreich) und Iasi (Rumänien). Von 2004 bis 2006 war er außerordentlicher Professor an der Akademia Wychowania Fizycznego („Akademie für Körpererziehung“) in Poznań und lehrte Sportgeschichte an der Zweigstelle der Akademie in Gorzów Wielkopolski. Er wurde 2009 Dozent an der Freiburger ISW Business School und war von 2011 bis 2012 Professor am Sportwissenschaftlichen Institut der Universität Bremen. 2008 wurde er außerplanmäßiger Professor für Sportgeschichte an der Albert-Ludwigs-Universität Freiburg. Außerdem arbeitet er als wissenschaftlicher Berater in der Entwicklungshilfe, so 2015 in Comrat (Republik Moldau) und 2019 in Ulaanbaatar (Mongolei).
In seinen Publikationen widmet sich Blecking unter anderem der polnischen Solidarność-Bewegung, der Geschichte des Arbeitersports, der Sportgeschichte Osteuropas sowie der Historischen Migrationsforschung und der Ausländerintegration durch Sport. Er ist freier Autor für Printmedien (z. B. Badische Zeitung, Frankfurter Rundschau) und Rundfunk (hauptsächlich Deutschlandfunk).
In den Jahren zwischen 1999 und 2003 lebte Blecking zeitweilig im polnischen Krakau und in der italienischen Kleinstadt Pennabilli. Hier entstanden ein italienisches Reisebuch (Ravenna – Rimini – Urbino) und aus der Begegnung mit Tonino Guerra, dem Drehbuchschreiber Federico Fellinis, zahlreiche Artikel und ein Rundfunkfeature über den romagnolischen Poeten und seine Rolle für das europäische Autorenkino. Es folgten Rundfunkfeatures für Deutschlandfunk, NDR und SWR zur Zeitgeschichte und zur Literatur in Zusammenarbeit mit dem Berliner Schriftsteller Matthias Brand. Im Winter 1999/2000 war Blecking Wissenschaftsstipendiat des Deutschen Historischen Instituts (DHI) in Warschau und wandte sich in Polen vertieft der Geschichte der polnischen Roma und des polnischen Judentums zu. Er arbeitete in der Folge als Beiträger mit an der großen in New York publizierten Enzyklopädie Jews in Eastern Europe.
Blecking publizierte Bücher und Aufsätze zur Thematik von Sport und Migration, Sport und Film sowie zu Sport in Osteuropa und zur neuen Zuwanderung von Geflohenen nach Deutschland, er veröffentlicht Reisefeuilletons und Städteporträts, so z. B. zur Republik Moldau und zu Rimini. Er ist Mitglied der Deutschen Akademie für Fußballkultur sowie des Editorial Boards der Zeitschrift Physical Education, sports and health culture in modern society der Lesya Ukrainka Eastern European National University in Wolhynien.
Diethelm Blecking lebt in Freiburg im Breisgau.

## Veröffentlichungen (Auswahl)
als Autor
- Arbeitersport in Deutschland. Prometh, Köln 1983, ISBN 3-922009-60-3.
- Die Geschichte der nationalpolnischen Turnorganisation „Sokół“ im Deutschen Reich 1884–1939. Lit, Münster 1987, ISBN 3-88660-366-0 (= Münsteraner Schriften zur Körperkultur, Band 4, zugleich Dissertation an der FU Berlin 1986).
- Kultur und Gewalt – Vom Ruhrgebiet nach Galizien. Zus. mit Rainer Kokenbrink. Forschungsstelle Ostmitteleuropa, Dortmund 2000, ISBN 3-923293-61-5.
- Polen – Türken – Sozialisten, Sport und soziale Bewegungen in Deutschland. Lit, Münster 2001, ISBN 3-8258-5214-8.
- Ravenna – Rimini – Urbino. Adria und Hinterland. Rumtreiben – Einkehren – Unterkommen. Oase, Freiburg 2003, ISBN 3-88922-056-8.
- Tempel aus Blättern der Phantasie. Skizzen zu Politik, Film, Literatur und Sport. BoD Norderstedt, 2021, ISBN 978-3-7534-0780-7.
- Sport divers: Arbeitersport – Ethnischer Sport – Sport und Migration, Schneider Hohengehren, Baltmannsweiler 2021, ISBN 978-3-8340-2170-0.
- Sport, Fußball, Migration: Deutschland und das Ruhrgebiet (= Sport: Kultur, Veränderung, Band 30). Lit-Verlag, Berlin 2022, ISBN 978-3-643-15143-8.

als Herausgeber
- Die slawische Sokolbewegung. Beiträge zur Geschichte von Sport und Nationalismus in Europa. Forschungsstelle Ostmitteleuropa, Dortmund 1991, ISBN 3-923293-32-1.
- Sport bewegt Europa. Beiträge zur interkulturellen Verständigung. Zus. mit Petra Gieß-Stüber. Schneider, Baltmannsweiler 2006, ISBN 3-8340-0165-1.
- Sport – Integration – Europe. Widening Horizons in Intercultural Education. Zus. mit Petra Gieß-Stüber. Schneider, Baltmannsweiler 2008, ISBN 978-3-8340-0466-6.
- Sport – Ethnie – Nation, Zur Geschichte und Soziologie des Sports in Nationalitätenkonflikten und bei Minoritäten. Zus. mit Marek Waic. Schneider, Baltmannsweiler 2008, ISBN 978-3-8340-0336-2.
- Der Ball ist bunt. Fußball, Migration und die Vielfalt der Identitäten in Deutschland. Zus. mit Gerd Dembowski. Brandes & Apsel, Frankfurt a. M. 2010, ISBN 978-3-86099-614-0.
- Sportler im „Jahrhundert der Lager“. Profiteure, Widerständler und Opfer. Zus. mit Lorenz Peiffer. Die Werkstatt, Göttingen 2012, ISBN 978-3-89533-872-4.
- Vom Konflikt zur Konkurrenz. Deutsch-polnisch-ukrainische Fußballgeschichte. Zus. mit Lorenz Peiffer und Robert Traba. Die Werkstatt, Göttingen 2014, ISBN 978-3-7307-0083-9.

als Verfasser von Rundfunkfeatures
- „Tempel aus Blättern der Phantasie“. Der Geschichtenerzähler Fellinis, Tonino Guerra, in: Deutschlandradio Berlin, 55min am 7.3.2000, SWR 2 60min am 2.5.2000 und 30.10.2001
- „Der große Krieg der weißen Männer“. Der erste Weltkrieg in der Literatur, in: SWR Oktober 2003 (zus. mit Matthias Brand).
- „Erschießen will ich nicht“. Das Kriegstagebuch des Hauptmanns Dr. August Töpperwien, in: Deutschlandfunk Mai 2005 43min (zus. mit Matthias Brand).
Auch in: H. Orłowski, Th. F. Schneider (Hrsg.): „Erschießen will ich nicht!“ Als Offizier und Christ im totalen Krieg – Das Kriegstagebuch des Dr. August Töpperwien, Düsseldorf 2006.
- „Der Tod des Athleten“. Sport und Literatur, in NDR Kultur Juni 2005 55min (zus. mit Matthias Brand).
- Kondensat einer schwierigen Nachbarschaft. Deutsch-polnischer Fußball im Räderwerk der Politik, Deutschlandfunk vom 26. Juni 2011.
- „Es waren einmal Athleten“. Vor 68 Jahren wurde das Konzentrationslager Auschwitz befreit, Deutschlandfunk vom 27. Januar 2013.
- „Sport unter roten Fahnen“. Ein historischer Zwischenruf zum 1. Mai, dem Sport und der Arbeiterbewegung, Deutschlandfunk vom 1. Mai 2013.
- 40 Jahre Wunder von Wembley: Im Oktober 1973 qualifizierte sich die polnische Nationalmannschaft gegen England für die Fußball-WM, Deutschlandfunk 13.10.2013.
- Ernst Willimowski. Der doppelte Nationalspieler, WDR 5, 16.6.2016, 25min (zus. mit Daniel Huhn).